# 回転対称

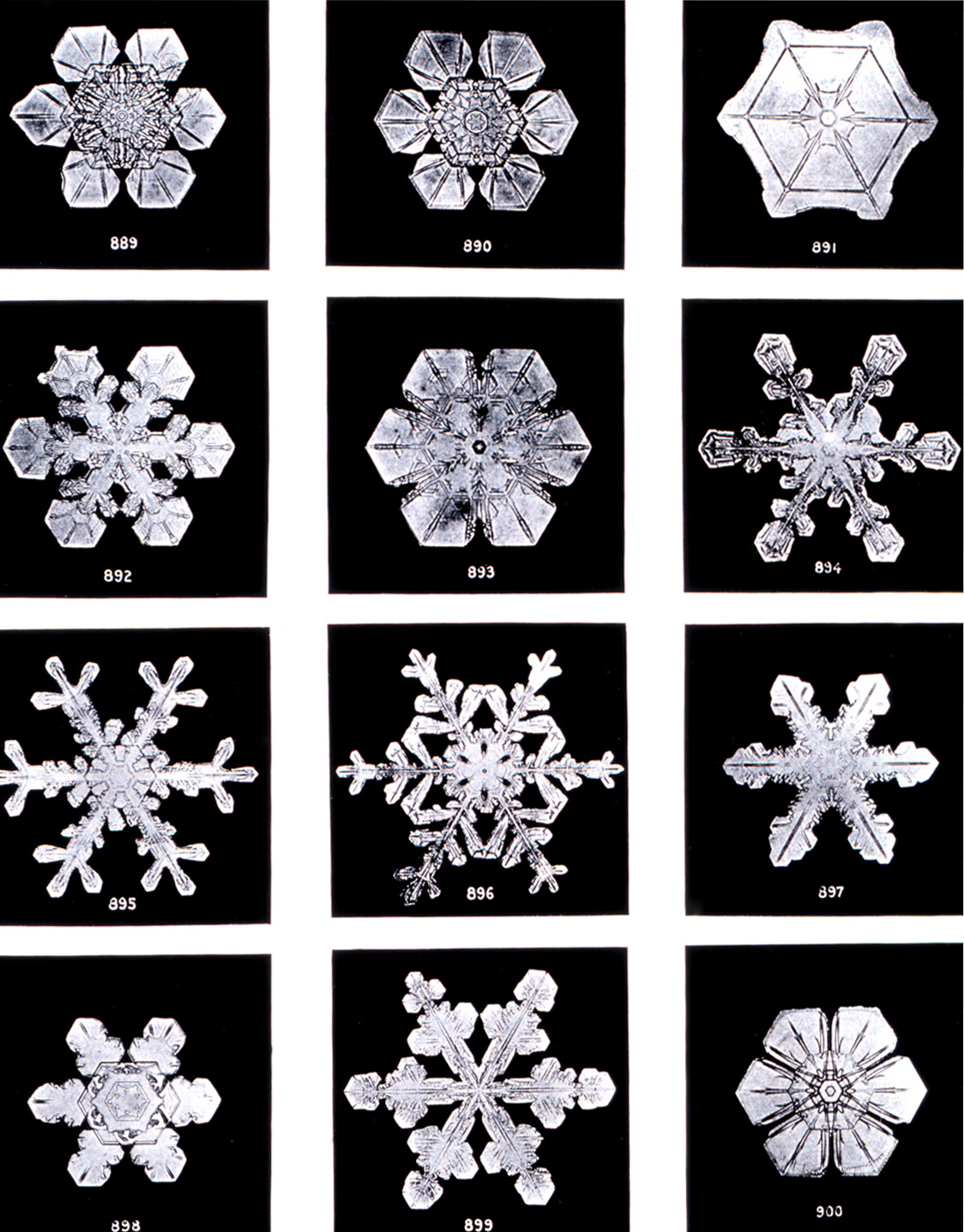
雪の結晶。6回対称（一部は厳密には3回対称）である。

回転対称（かいてんたいしょう）は、図形を特徴付ける対称性の一群である。
nを2以上の整数とし、ある中心（2次元図形の場合）または軸（3次元図形の場合）の周りを (360 / n) °回転させると自らと重なる性質を、n回対称、またはn相対称、(360 / n) 度対称などという。たとえば、n = 3 の場合、120°回転させると自らと重なる3回対称となる。
なお n < 2（ただし n ≠ 0） のnに対しても形式的にn回対称の定義はできるが、n = 1 の場合、360°回転して自らと重なるのは自明なので、1回対称は対称性とはみなさない。また、n回対称ならば常に−n回対称であるため、負数回対称について論ずるべきことはない。

## 主な性質
- 2次元図形について、2回対称と点対称は等価である。3次元図形については、2回対称は線対称と等価である。
- 任意の整数nに対しn回対称であるなら、（360°の整数分の1に限らず）任意の角度回転させても自らと重なる。つまり、円対称と等価である。
- n回対称ならば、nの任意の約数mについて、同じ中心または軸に対しm回対称でもある。たとえば、6回対称ならば同時に2回対称でも3回対称でも（もちろん1回対称でも）ある。
- 同じ中心または軸に対し、m回対称でかつn回対称ならば、同じ中心または軸に対しlcm(m, n) 回対称でもある。たとえば、3回対称でかつ4回対称ならば、lcm(3,4) = 12回対称である。

## 回転反対称
磁場のような正負がある場で、 (360 / n) °回転させると自らと正負が逆の場になる性質を、回転反対称という。
n回反対称ならば、(720 / n) °回転させると元の場と一致する、つまり、 n / 2 回対称でもある（逆は必ずしも正しくない）。ここでn / 2 は整数でなければならないため、nは常に偶数となる。つまり、回転反対称は常に偶数回反対称である。

## 回転対称図形の例

### 2次元図形

大分県姫島村章。7回対称

全て回転中心は図形の中心。
- 円 - n回対称（nは2以上の任意の整数）
- 正n角形 - n回対称
- 平行四辺形 - 2回対称

### 3次元図形
全て回転軸は図形の中心を通るものに限って述べる。
- 球 - 任意の軸についてn回対称（nは2以上の任意の整数、球対称も参照）
- 正n角錐 - 頭頂点・底面の中心を通る軸についてn回対称
- 正多面体 {m, n}（シュレーフリの記号） -  頂点を通る軸についてn回対称、辺心を通る軸について2回対称、面心を通る軸についてm回対称
  - たとえば、立方体 ({4, 3}) - 頂点を通る軸について3回対称、辺心を通る軸について2回対称、面心を通る軸について4回対称